# 안인희
안인희(1990년 2월 2일~)는 2014년 대한민국 미스코리아 미스 대전 충남 세종 선(善) 출신의 《NS 홈 쇼핑》의 쇼 호스트이자 방송인이다. 신장은 170cm이고, 체중은 50kg이다.

## 주요 이력

### 주요 경력
- 2012년도 미스 서울 대회 참가.
- 2014년도 미스 대전 충남 세종 선(善).

### 학력
- 이화여자대학교 철학과(부전공: 경영학과) 학사